# Salterio di Folchart

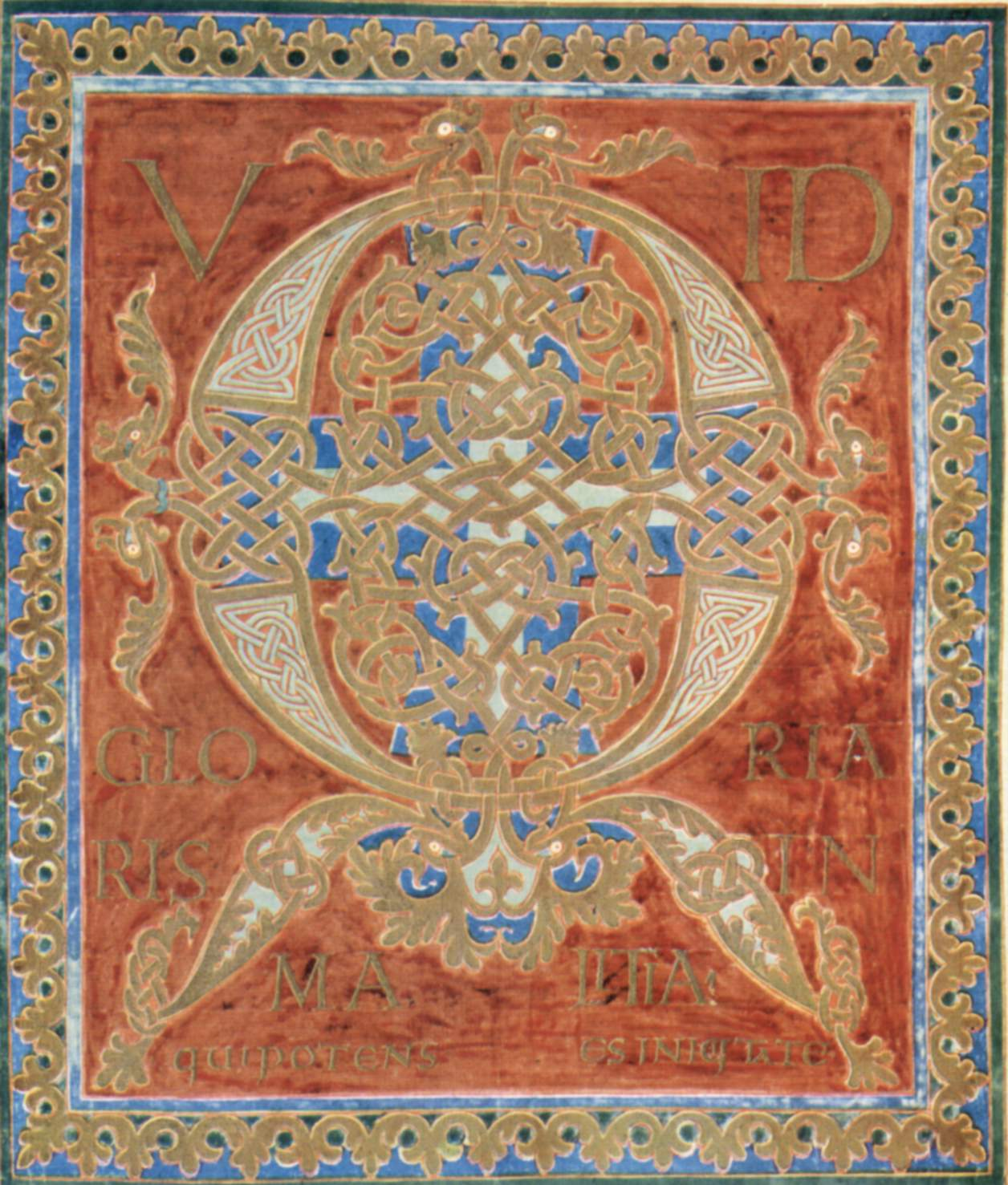
Salterio di Folchard - Iniziale lettera Q

Salterio di Folchart (San Gallo, Biblioteca Abbaziale, Cod. Sang. 23) è un manoscritto miniato carolingio realizzato tra l'872 e l'883 nell'Abbazia di San Gallo e oggi conservato nella Biblioteca Abbaziale di San Gallo.
Il Salterio, rilegato intorno al 1545, comprende 368 fogli di pergamena; la raccolta originale inizia con la pagina 7, anche se presumibilmente mancano le prime pagine o almeno il frontespizio. Il codice è stato rifilato nel corso della storia e il suo formato attuale è di 38 cm × 29 cm. Il testo continuo è scritto in minuscolo carolingio nero, i tituli in onciale alternati, riga per riga, con inchiostro d'oro e d'argento ormai fortemente ossidato. Gli inizi dei versi sono evidenziati dall'alternanza di maiuscole d'oro e d'argento. Le iniziali all'inizio di ogni salmo sono magnificamente disegnate; oltre ai colori dominanti viola, oro e argento, sono utilizzati anche il verde, il blu e il minio.
Le otto pagine di Litanie dei santi (pp. 7-14) e, soprattutto, le quattro doppie pagine decorative (pp. 26-27, 30-31, 134-135 e 236-237) hanno beneficiato di un disegno artistico particolare: sono stati realizzati sul modello dei codici purpurei tardo-antichi, soprattutto del Codex Rossanensis. Poiché le costose conchiglie purpuree non erano disponibili, i folii non sono stati imbevute di porpora e successivamente colorate, ma le pagine sono state dipinte con un colore a base vegetale. 
Per la simmetria cromatica determinante per la colorazione si ipotizzano modelli della tarda antichità, probabilmente trasmessi attraverso l'abbazia di Reichenau. Nella composizione delle singole pagine decorative e negli ornamenti sono state recepite soluzioni della miniatura insulare e della scuola di corte di Carlo il Calvo.
Il Salterio prende il nome da Folchardo, monaco dell'abbazia di San Gallo, che fu a tratti prevosto a Zurigo e nel Turgovia e in seguito vice-abate. Secondo quanto riportato sulle pagine 26 e 27, completò il codice su incarico dell'abate Hartmut. Questo consente anche la datazione risalente agli anni 872-883. A pagina 12 c'è anche un'illustrazione dell'abate Hartmut e Folchardo nei pennacchi degli archi a tutto sesto che fanno da cornice. 